# Fafarafa (album)
Fafarafa – album muzyczny zespołu Trawnik wydany w 2003 r. przez wytwórnię muzyczną „F. Ciasto”. Ścieżkę dźwiękową zamieszczono na jednej płycie kompaktowej. Album zawiera 12 utworów muzycznych. Twórczość zawarta w albumie to niewątpliwie kontynuacja dotychczasowych dokonań tej formacji, ale cięższa, wymagająca kilkukrotnego wsłuchania się w utwory, nadal jednak przesiąknięta klimatem Warszawy.

## Historia, muzyka i album
Album muzyczny pod tytułem „Fafarafa” zespołu Trawnik został wydany w Polsce, w 2003 r., przez wytwórnię muzyczną „F. Ciasto”, trzy lata po poprzednim albumie tego zespołu – „Sztajerska” z 2000 r.. Materiał do albumu nagrany został w 2002 r.. Jako nośnik danych dla ścieżki dźwiękowej zastosowano jedną płytę kompaktową. Zawiera 12 utworów muzycznych. Muzyka prezentowana w albumie zaliczana jest do gatunku muzycznego jakim jest ska. Specyficzny styl zespołu łączy ten gatunek także w wyraźnym, a może i nawet dominującym, klimatem muzyki miejsko-folkowej. Podobmą, ale jednak nieco inną opinię w tej kwestii podaje inny z recenzentów, a mianowicie twórczość tą określa jako ska w stylu 2 Tone, z reggae, swingiem i acid jazzem.

## Uwory
| lp. | tytuł                      | czas min.:sek. |
| --- | -------------------------- | -------------- |
| 1   | Człowiek z pustką w głowie | 3:18           |
| 2   | Moherowy beret             | 2:42           |
| 3   | Mówię Wam cześć            | 2:23           |
| 4   | Alfred Lampe Femme Fatal   | 1:51           |
| 5   | Co mam zrobić              | 3:03           |
| 6   | Adrenalina                 | 3:59           |
| 7   | Sen                        | 2:40           |
| 8   | Anioły                     | 2:11           |
| 9   | Nasyp wyobraźni            | 3:37           |
| 10  | Wydarzenia                 | 2:02           |
| 11  | W biegu                    | 3:41           |
| 12  | Trawnik                    | 3:59           |

## Odbiór i opinie
Twórczość prezentowana w albumie jest w pewnym stopniu kontynuacją stylistyki znanej z poprzednich dokonań zespołu. Jednakże specyfiką nagrań w nich zawartych sprawia, że jest znacznie cięższa w odbiorze. Z tego względu w opiniach niektórych autorów publikowanych recenzji przeważa pogląd, że aby docenić zawarte w nim utwory, należy album przesłuchać kilkukrotnie, co prowadzi do stopniowego oswajania się z nim i docenienia jego niewątpliwych zalet. Fani zespołu i tego typu form muzycznych z pewnością znajdą w nim coś dla siebie. Taki specyficzny styl sprawia jednak, że niektórzy nie mają tak jednoznacznego poglądu na tę twórczość i nie przypisują jej wprost do ska, a nawet nie dostrzegają go. Natomiast jest niewątpliwie intrygująca. Choć oczywiście jak w niemal każdym albumie nie wszystkie utwory to przeboje. Można znaleźć takie na wysokim poziomie, z pomysłem, ale i takie które można określić jako co najwyżej dziwaczne. Całość, tak jak do tej pory w dokonaniach Trawnika, tchnie klimatem Warszawy.
Dobrze oceniania jest gra instrumentalistów, brzmienie, pewna refleksyjność utworów. Te i inne cechy sprawiają, że album zasługuje jako całość na pochwałę. Pewne wątpliwości wyrażane bywają do tekstów niektórych utworów. Są bowiem tak sformułowane, że zdarza się niektórym słuchaczom gubić w zamysłach ich autora. Niemniej mieści się to w zasadzie w granicach akceptowanej twórczej wolności – „licentia poetica”. Słabo jednak oceniane jest jednak to wydawnictwo pod kątem czysto edytorskim. Ta strona publikacji określana jest jako niedbała. 
W jednej z recenzji jako wyróżniające się piosenki zapadające w pamięć wymienione zostały następujące tytuły: „Moherowy Beret”, „Mówię wam cześć”, „Co mam zrobić”, „Alfred Lampe Femme Fatal”, „Nasyp wyobraźni” i „Trawnik”.